# Crowdsourcing criativo
Crowdsourcing criativo é o processo de coletar ideias úteis e inovadoras para solucionar problemas de forma criativa ou estimular a criação de tarefas criativas através de um convite aberto para o público muitas vezes realizado sob a forma de concurso, competição ou fórum online. Crowdsourcing pode ser apropriado quando os especialistas estão escassos no mercado e novas ideias e/ou percepções do contexto de mercado são necessários. Crowdsourcing criativo, ou criatividade da multidão, geralmente acontece em comunidades on-line como fonte para a criação projetos abrangendo design gráfico, arquitetura de crowdsourcing, design de vestuário, publicidade, filmes, escrita, ilustração, etc.

Crowdsourcing criativo se beneficia de propriedades únicas da web como por exemplo permitir que usuários colaborem remotamente em um único ambiente web . Exemplos disso é a própria natureza do Wikipedia baseada na colaboração dos usuários e o sistema operacional Linux que se tornou popular e foi melhorado por causa do trabalho colaborativo. O trabalho de crowdsourcing criativo permite que pessoas sejam reconhecidas pela qualidade de suas ideias ao invés de se destacar somente pessoas que possuem experiência prévia. Embora crowdsourcing criativo represente um método possível para solicitar e recolher ideias inovadoras, não é o único meio.

## História
Jeff Howe da revista Wired usou pela primeira vez o termo "Crowdsourcing" em seu artigo em 2006, "The Rise of Crowdsourcing". O termo "crowdsourcing criativo" foi concebido no Workshop sobre Crowdsourcing e Computação Humana na CHI em 2011. Até então, as grandes corporações mantinham setores imensos de pesquisa e desenvolvimento (P&D) para avaliar o mercado e seu público-alvo em potencial. Mas os custos para tal tornaram-se elevados e muitas empresas, até por conta de processos burocráticos internos, começaram a recorrer às startups, nas chamadas culture ventures.
O setor de produtos de saída rápida(produtos como refrigerante que tem fluxo alto de venda e possui custo baixo) tem investido mais em crowdsourcing criativo nos últimos dez anos, e marcas globais famosas tem sido particularmente ativas nessa área desde 2004. Através de crowdsourcing, empresas como a iStockphoto e Threadless geram milhões de dólares em lucro por empregar um pequeno número de pessoas. Desde 2011, 6 grandes marcas globais, incluindo a Coca-Cola, IBM, Microsoft, Google, GE e McDonald’s têm usado crowdsourcing criativo para construir engajamento e fontes autênticas de ideias a partir dos consumidores. Na verdade, a lista Interbrand das melhores marcas globais em 2012 mostra que 11 das melhores 12 marcas executam vários tipos de projetos que usam crowdsourcing.

## Aspectos do crowdsourcing criativo

### Infraestrutura
O crowdsourcing criativo pode ou não utilizar tecnologia. Recentes avanços na tecnologia têm apoiado uma maior participação e novos tipos de trabalhos que envolvem crowdsourcing criativo. Tem sido criadas novas plataformas que reúnem participantes e ativam novas formas de colaboração para que vários participantes contribuam conjuntamente para criação de ideias.

### Domínios
O trabalho criativo abrange domínios criativos, como design gráfico, arquitetura de  crowdsourcing, design de roupas, a publicidade, a escrita e ilustração. Exemplos de plataformas de trabalhos de crowdsourcing criativo incluem:
- Design de vestuário:  Threadless, Camiseteria
- Escrita: Wikipédia
- Songwriting: Crowdsound [17]
- Arquitetura:  Arcbazar
- Vídeo:  Tongal,  Zooppa
- Projeto de música / som:  NeedaJingle,  Crowd Studio
- Design gráfico:  99designs,  crowdSPRING, We Do Logos
- Publicidade:  Boom Ideanet
- Art: pptArt [18]
- Teste: CrowdTest, uTest
- Desafios Empresariais: OpenIDEO

### Trabalho Criativo
Tarefas podem ser atribuídas a indivíduos ou a um grupo e podem ser categorizados como convergentes ou divergentes. Um exemplo de uma tarefa divergente é gerar um grande número de desenhos para um cartaz. Um exemplo de uma tarefa convergente é selecionar um design do poster.

### Creatives
Creatives são artistas que se autointitulam assim, não se refere só a um pintor, músico ou escritor, é alguém que vê o mundo de uma forma diferente dos outros. Creatives encontram valor no seu trabalho criativo e através da participação em uma comunidade com outros criatives. Mesmo se os seus desenhos/conceitos/execuções não forem escolhidos - eles ficam imersos em um meio de talento e, posteriormente, uma oportunidade de crescimento e de aprendizagem pode melhorar o crowdsourcing criativo. Criatives também precisam ter a certeza que suas ideias são protegidas - afinal de contas, crowdsourcing envolve a transferência de propriedade intelectual.

### Motivação
Multidões são motivadas a fazer trabalho criativo tanto por razões extrínsecas e intrínsecas. Os exemplos de motivadores extrínsecos incluem compensação financeira, reconhecimento e prêmios. Os efeitos de incentivos extrínsecos têm sido estudados em pesquisa recente, a qual  tem descoberto que o vencedor leva toda a concorrência pode ser eficaz para motivar o trabalho criativo, mas somente quando a intensidade da concorrência é moderada.
Os exemplos de motivadores intrínsecos incluem a autonomia, relacionamento, aprendizagem, autoexpressão, controle e prazer. Estudos recentes têm atentado para a incorporação de estímulo em plataformas de crowdsourcing para aumentar o desempenho e a produção criativa.

### Barreiras
Barreiras a serem enfrentadas por quem trabalha para efetivar o crowdsourcing criativo incluem loafing social, apreensão de avaliação e bloqueio de produção. Performance criativa é detectada pelo conhecimento de domínio, habilidades de pensamento criativo, orientação a problema e motivação.  Empurrar problemas de uma empresa para um grupo de “estranhos” parece um risco muito grande para esses gerentes, o que faz com que as soluções permaneçam em resolução interna. Todas as preocupações são compreensíveis, mas excluir o modelo crowdsourcing do leque de inovação pode significar perder diversas oportunidades. O motivo principal de empresas resistirem ao modelo de grupos externos resolvendo problemas é que as companhias não entendem claramente quais questões um grupo pode resolver e de que forma administrar o processo. As buscas pelas respostas para os diversos problemas estão migrando de alvo, e cada vez mais, as autoridades do conhecimento perdem espaço para as mais velozes, inteligentes e criativas soluções que são geradas e abastecidas pela multidão.

### Colaboração
A colaboração é definida como as pessoas que trabalham em conjunto em prol de um problema compartilhado. Atualmente, trabalho de crowdsourcing criativo assume muitas vezes que os trabalhadores são indivíduos autônomos e anônimos. No entanto, trabalhos recentes procuram trazer trabalhadores juntos, fornecer feedback sobre o trabalho dos outros e experimentar novos tipos de liderança e/ou divisões de trabalho. Por exemplo, multidões podem projetar produtos através de um processo evolutivo: uma parte da multidão define, outra avalia, e outra combina designs que foram altamente avaliados para criar uma nova geração de designs.
Questões de pesquisas abertas:
- Quais são as circunstâncias quando a multidão é mais criativa do que o especialista individual?
- Quais estruturas organizacionais suportam o trabalho criativo?
- Como a criatividade é medida?

Para instituir um processo de produção colaborativa é preciso que as pessoas estejam em rede, pois só assim conseguirá trocar informações e experiências. Para promover o acesso universal ao mundo digital, cada vez mais essa forma produção é o modelo escolhido pelos usuários das novas tecnologias.

### Criticismo
O trabalho de crowdsourcing criativo tem gerado gerou e tem gerado críticas com o aumento da popularidade. O principal problema apontado é o fato de que o designer está trabalhando "com especulação" sem qualquer pagamento ou compensação garantida. Tem havido reclamações do público sobre o trabalho especulativo e a AIGA emitiu uma posição oficial desencorajando fortemente, dizendo que designers profissionais devem ser remunerados de forma justa pelo seu trabalho e deve negociar os direitos de uso da propriedade intelectual e criativa através de um envolvimento com os clientes. No entanto, os designers podem, contudo, se beneficiar participando de competições de crowdsourcing, as quais oferecem oportunidades reais para a prática, a construção do portfólio e publicidade.
A Revista ABC Design fez em 2011, uma entrevista com o CEO do principal site de Crowdsourcing Criativo do Brasil, Gustavo Mota da We Do Logos, onde o mesmo desmistifica a polemica e mostram os benefícios por trás deste processo de criação.
O processo individual está sendo prejudicado, causando a insuficiência de inovação desde que alguns introvertidos que não são fãs de trabalho colaborativos, tais como brainstorms, são a força motriz da criatividade. Em alguns casos, pessoas criativas não são produtivas e se sentem deprimidas quando esperam e a solução esperada não chega.